# Torre de Moncorvo
Torre de Moncorvo is een gemeente in het Portugese district Bragança.
De gemeente heeft een totale oppervlakte van 532 km² en telde 9919 inwoners in 2001.

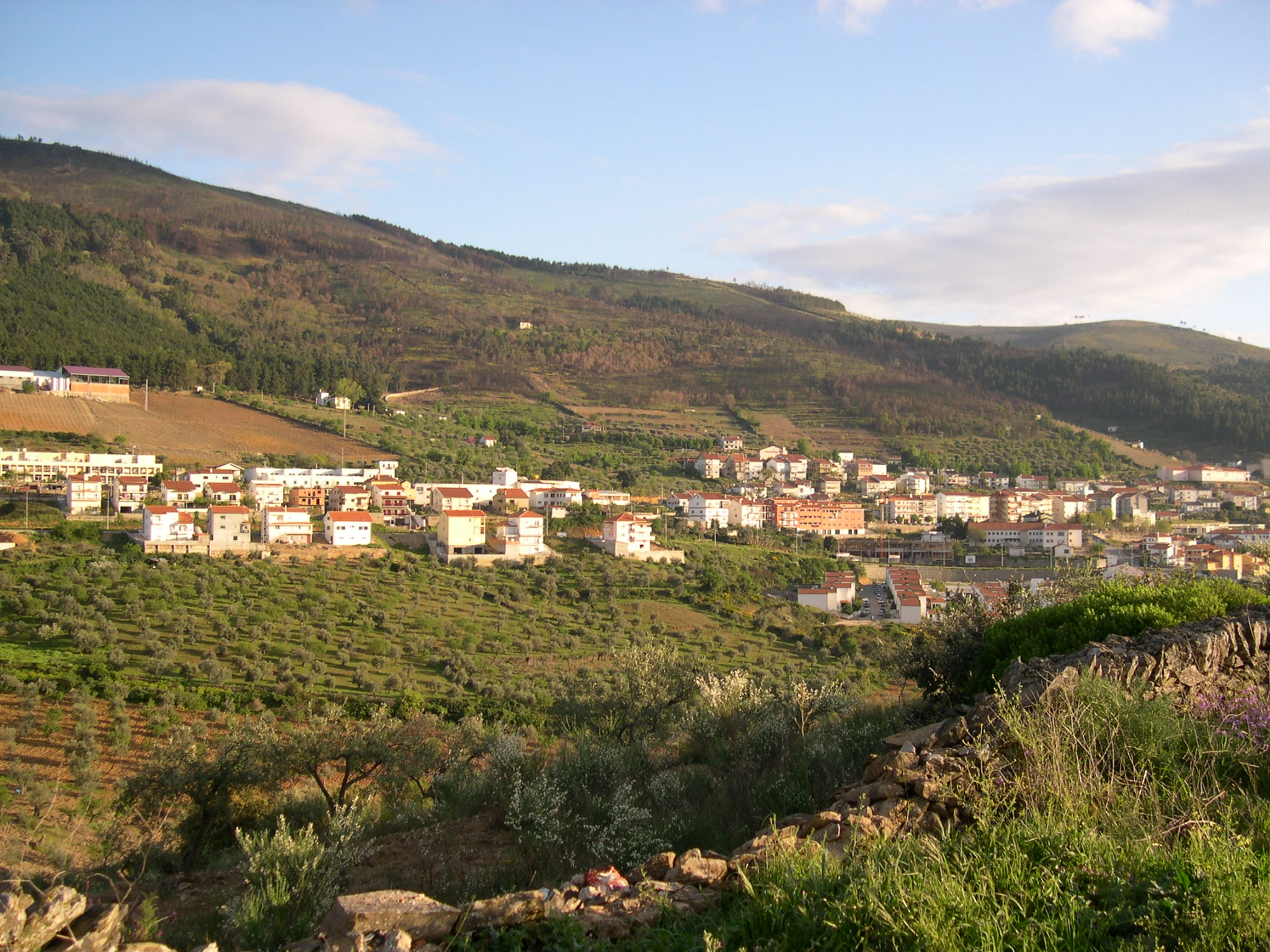
Torre de Moncorvo bij het vallen van de avond

## Plaatsen in de gemeente
- Açoreira
- Adeganha
- Cabeça Boa
- Cardanha
- Carviçais
- Castedo
- Felgar
- Felgueiras
- Horta da Vilariça
- Larinho
- Lousa
- Maçores
- Mós
- Peredo dos Castelhanos
- Souto da Velha
- Torre de Moncorvo
- Urrós

Alfândega da Fé · Bragança · Carrazeda de Ansiães · Freixo de Espada à Cinta · Macedo de Cavaleiros · Miranda do Douro · Mirandela · Mogadouro · Torre de Moncorvo · Vila Flor · Vimioso · Vinhais